# Michael Mansfield
Michael Mansfield (Marcellus Mihály, Budapest 1962. május 6. –) író az évezred első éveiben tűnt fel misztikus regényeivel.
Stephen King hangulatvilágára emlékeztető írásaiban az emberi hit, a természet szeretete és az ősi kultúrák - elsősorban az 
észak-amerikai őslakosok - iránti vonzalom érződik.

## Élete
Mészáros Mihály néven született 1962. május 6-án, Budapesten. Vallásos közegben nőtt fel, amely erősen átitatta fiatalkorát, majdan későbbi műveit is a túlvilág, a szellemvilág a természetfeletti iránti érdeklődéssel. Egy ideig lelkészi feladatokat is ellátott, így mind a Biblia ismerete, mind a vallások eszméi, más kultúrák szellemi identitása is hitelesen mutatkozik műveiben. Nyughatatlan, de szemlélődő alkat és ez írásain is érződik. Volt „miből” írnia: kétkezi munkásként, zenészként, grafikusként, könyvelőként is tevékenykedett, és ezen általános élettapasztalatok végül egy-egy műben bukkantak fel hiteles karakterként, vagy életszagú szituációként. Írásaiban általában a valós világ kulisszái közé ékelődve jelenik meg a nem mindennapi, vagy természetfeletti. Művei alapvetően kalandregények, de összekötő kapocs bennük a misztikára való hajlandóság és a valóságtól való arányos elrugaszkodás. 2007 óta más irányokat is szab magának, a kezdeti misztikus thriller műfaj mellett már sci-fi írásai is megjelentek. 2008-ban Nemere István író egy, a Zsoldos Péter-díjasok műveit összegyűjtő novelláskötetben utódjaként mutatja be. Kísérletező alkat: újabban történelmi regénnyel, krimivel, de emellett lágyabb hangvételű, emberibb történetekkel is próbálkozik, alkalmanként más álneveken is. Mindemellett egy Tinta Klub elnevezésű írószövetséget is vezet, melynek célja a fiatal tehetségek felkarolása és a misztikus irodalom népszerűsítése. E szövetség gondozásában megjelenő kulturális magazin, a Penna főszerkesztője is.

## Művei
- A halál túl kevés; Puedlo, Nagykovácsi, 2002
- A pad; Puedlo, Nagykovácsi, 2002
- Tűzlidérc; Puedlo, Nagykovácsi, 2002
- Pokoli túra; Puedlo, Nagykovácsi, 2003
- Falánkság; MitHol, Bp., 2005
- Szimbiózis – kisregény, 2007
- Túlélők - novelláskötet, 2008
- Univer kegyelméből…, 2009
- A pokol szimfóniája; in: Pokoli szimfóniák. Négy kisregény az Ördög tolmácsolásában; Median, Pozsony, 2011
- A veterán. Aquincum hajnala; Historium, Dunaszerdahely, 2011 (Pannonia Romanum)
- Északi vihar. Marcus Aurelius Pannóniában; Gold Book, Debrecen, 2013 (Pannonia Romanum)
- Maszada – az utolsó szikla. Történelmi regény; Diaspora, Nyíregyháza, 2013
- A veterán; Gold Book, Debrecen, 2013 (Pannonia Romanum)
- Az idő tava. Tutanhamon végnapjai; Hystorycum, Bp., 2014
- A Pannon. Marcus Aurelius Pannóniában; Gold Book, Debrecen, 2014 (Pannonia Romanum)
- A trónbitorló. Aeterna Roma; Gold Book, Debrecen, 2015
- Az utolsó háború. Marcus Aurelius Pannóniában; Gold Book, Debrecen, 2015 (Pannonia Romanum)
- Idegen árny; Adamo Books, Szarvas–Bp., 2016